# Sergio Jiménez
Sergio Jiménez (född 17 december 1937 i Mexico City, död 2 januari 2007) var en mexikansk skådespelare som blev känd för sin rollinsats som El Gato i filmen Los caifanes. Hans sista arbete var som regissör för Telenovelan La fea más bella. Sergio drev också en skola för yrkesskådespelare tillsammans med Adriana Barraza. På grund av detta kallades han av många mexikanska skådespelare för "El Profe" (läraren).

## Filmer
- Los caifanes
- El Profe
- Mexicano tú puedes
- El jinete de la divina providencia
- El extensionista
- La generala
- Las visitaciones del diablo
- Pelo suelto

## Telenovela
- Valentina
- Baila conmigo
- La antorcha encendida
- Senda de gloria
- El maleficio
- El derecho de nacer